# Działania taktyczne
Działania taktyczne – wszelkie działania pododdziałów, oddziałów, związków taktycznych, wojsk operacyjnych i obrony terytorialnej. 

## Charakterystyka
Działania taktyczne to wszelkie działania wojsk w skali taktycznej, rozstrzygane poprzez walki i boje. To także działania wojsk inne niż wojenne.

Celem działań taktycznych jest zwycięstwo nad przeciwnikiem. Osiąga się go przez łączenie w jeden spójny system elementarnych czynników walki jakimi są rażenie, ruch i informacja.

## Podział działań taktycznych
Stosując kryterium znaczenia i charakteru działań, dzielą się na: 
działania rozstrzygające (walki);
- podstawowe[7]
  - obronę
  - natarcie
  - działania opóźniające

- pozostałe
  - działania desantowo-szturmowe
  - działania specjalne
  - wycofanie
  - działania nieregularne
  - inne

działania pomocnicze
- przemieszczanie
  - marsze
  - przewozy
- rozmieszczanie
  - w rejonach ześrodkowania (wyjściowych, odpoczynku, czasowego pobytu)
  - w garnizonach

Pokojowe (MOOTW)
- utrzymanie pokoju
- rozgradzanie stron
- prowadzenie działań demonstracyjnych
- wymuszanie pokoju

W 2008 roku zmodyfikowano nieco podział:
Działania zasadnicze
- Działania bojowe
  - podstawowe
    - obrona
    - natarcie
    - opóźnianie

  - uzupełniające
    - marsz zbliżania
    - bój spotkaniowy
    - działania na połączenia
    - wycofanie
    - luzowanie
- Działania stabilizacyjne

mają na celu unormowanie sytuacji w rejonie konfliktu i redukcję poziomu przemocy; narzucają utrzymanie bezpieczeństwa i kontroli w całym obszarze odpowiedzialności przy wykorzystaniu możliwości bojowych wojska do czasu odtworzenia zdolności do działania służb i urzędów cywilnych; są wypadkową działań bojowych wojsk i działań w ramach wsparcia pokoju i mogą mieć charakter: wymuszający, demonstracyjny, prewencyjny, humanitarny lub ratowniczy
- Działania wsparcia pokoju
- Działania asymetryczne
- Działania przygotowawcze[9]
  - Osiąganie zdolności
  - Przemieszczenie
  - Rozmieszczanie
  - Odtwarzanie zdolności

## Zasady działań taktycznych
Celowość
W każdych działaniach taktycznych ważny jest wybór i sprecyzowanie celu. Wybór celu jest jednym z najważniejszych obowiązków dowódcy. Cel walki należy określać ściśle i jednoznacznie, tak aby był zrozumiały dla wykonawców i wyzwalał ich inicjatywę. Powinien on być głównym motywem działania dowódców i pododdziałów podczas wykonywania zadań bojowych.
Zachowanie zdolności bojowej
Wyraża się nieustannym utrzymywaniem przez wojska gotowości do podjęcia walki i wykonania zadań bojowych oraz osiągania celu działań przy jak najmniejszych stratach. Oznacza to konieczność efektywnego wykorzystania wojsk, niedopuszczenie do nadmiernego ich wyczerpania i takiej organizacji systemu działań, aby zapewnić sukcesywne odtwarzanie zdolności bojowej poprzez odpowiednie zapewnienie zabezpieczenia logistycznego.
Ekonomia sił
Dowódca musi wykorzystywać swoje siły do zasadniczych zadań, dlatego nie wolno mu angażować więcej wysiłku do ich realizacji niż jest to niezbędne. Nie można być silnym wszędzie, więc w celu umożliwienia koncentracji swoich sił dowódca może być zmuszony akceptować ryzyko użycia absolutnego minimum sił gdzie indziej.
Zaskoczenie
Wyraża się w nieoczekiwanym, nagłym i gwałtownym działaniu, wskutek którego przeciwnik zostaje pozbawiony inicjatywy oraz możliwości zorganizowanego prowadzenia walki. Elementami składowymi zaskoczenia są: zachowanie tajemnicy, ukrywanie, wprowadzanie przeciwnika w błąd, nieszablonowość, śmiałość i szybkość działania.
Aktywność 
Oznacza nieustanne dążenie do narzucenia przeciwnikowi swojej woli i swoistego sterowania jego działaniami w myśl własnych celów i zamierzeń. Wyraża się przede wszystkim w uprzedzeniu przeciwnika w działaniach, ciągłym i skutecznym użyciu środków rażenia, wykonywaniu manewru i przenoszeniu punktu ciężkości na najważniejsze kierunki, rejony i obiekty.
Manewr
Wyraża zdolność do sprawnego ruchu, stosownie do zaistniałej sytuacji taktycznej, w różnych warunkach terenowych i atmosferycznych. Umożliwia zastosowanie zasad ekonomii sił i zaskoczenia. Sprzyja on zdobyciu i utrzymaniu inicjatywy. Każdy manewr, aby był skuteczny, powinien być prosty w zamiarze oraz przeprowadzony szybko i skrycie.

## Czynnik ludzki w działaniach taktycznych
Przywództwo
Dowódcy muszą posiadać możliwości i determinację do wypełniania zadań bojowych. Muszą być zdolni do subordynowania podległych sobie dowódców i żołnierzy w czasie niepowodzenia i zagrożenia. Ważność roli przywódcy i trudność wykształcenia skutecznego przywództwa wzrasta z powodu charakteru współczesnego pola walki.
Morale
Jest to gotowość do podjęcia zadań lub efekt dobrze wykonanego zadania. Morale jest jednym z najważniejszych czynników charakteryzujących żołnierza w czasie pokoju, kryzysu i wojny. Wola zwycięstwa musi występować od dowódcy po szeregowego żołnierza. Będzie ona często decydować o rezultacie walki.
Inicjatywa
Oznacza nieustanne dążenie do narzucenia swojej woli przeciwnikowi. Indywidualna inicjatywa, w ramach danego zadania bojowego, połączona ze śmiałym działaniem decyduje o sukcesie w walce.
Elastyczność
Zdolność do reagowania na zmiany zachodzące w walce. Dowódca na każdym szczeblu dowodzenia musi wykazywać elastyczność umysłu i szybkość dowodzenia. W przeciwnym razie, gdy nie posiada tych zalet, będzie on szybko oddawał inicjatywę przeciwnikowi i prawdopodobnie nie osiągnie sukcesu w walce.
Wytrzymałość
Żołnierze muszą być psychicznie i fizycznie przygotowani do walki. Muszą posiadać wolę wykonania swoich zadań nawet wtedy, gdy przeciwstawiają się przeważającym siłom przeciwnika – mieć wysokie morale.